# Piero Mazzocchetti
Piero Mazzocchetti (né le 23 mars 1978 à Pescara) est un chanteur italien.

## Biographie
Assez peu connu en Italie, Piero Mazzocchetti a eu un certain succès en Allemagne où sa carrière a débuté, en Autriche et en Suisse. S'étant présenté au festival de Sanremo de 2007, il surprend en y remportant la 3e place et en obtenant un succès de critique avec « Schiavo d'amore » (esclave d'amour), écrite par Guido Morra et Maurizio Fabrizio.

## Discographie
- L'eternità (1999)
- Parole nuove (2002)
- Amore mio (2004)
- Schiavo d'amore (2007)